# Station Reddish North
Reddish North is een spoorwegstation van National Rail in Reddish, Stockport in Engeland. Het station is eigendom van Network Rail en wordt beheerd door Northern Rail. Het station is geopend in 1875.